# Giovanni Gentiluomo
Giovanni Gentiluomo   (Viena, 9 de juny de 1809 - Viena, 21 de març de 1866) va ser un pintor acadèmic austríac, cantant d'òpera i professor de cant. Va dirigir una escola d'òpera àmpliament reconeguda a Viena.

## Vida i treball
Gentiluomo va néixer a Viena com fill del retratista acadèmic Johann Gentiluomo i s'hi va formar com a pintor. A més de nombrosos retrats, també va dissenyar l'altar major de l'església evangèlica de Cluj-Napoca, ara situada a Romania. De moment, no hi ha informació disponible sobre la seva formació musical. Va tocar el piano i es va convertir ràpidament en un sol·licitat professor de cant. Entre els seus alumnes hi havia Josef Gänsbacher i, també hi havia les germanes Louise (nascuda el 1820) i Antonia Spazzer (nascuda el 1823), filles d'un capità. El 1835 es va casar amb la més gran de les dues, que ara es deia Louise Gentiluomo-Spazzer. Les dues germanes van debutar al "Kärntnertortheater", el llavors k. UK. Court Opera, on Gentiluomo va treballar com a professor de cant. El 1839 ambdues germanes van ser compromeses amb el "Hannover Court Theatre". És possible que Gentiluomo els acompanyés o els seguís, ja que va ser esmentat el 1841 com a director del cor a Hannover. El 1841 la parella es va separar, Luise Gentiluomo-Spazzer va trencar el contracte i va deixar Hannover. Va continuar la seva carrera a l'Òpera de Dresden Court i altres escenaris fins al 1847.
El 1843 Gentiluomo es tornava a trobar a Viena, perquè el diari austríac "Der Adler" va escriure de manera apreciativa sobre el seu "gran coneixement musical, combinat amb un sistema metòdic fàcilment comprensible". Diversos dels seus estudiants van obtenir compromisos al k. UK. Òpera de la cort a Viena i en altres reconeguts teatres d'òpera de la monarquia i de l'estranger. El 1851 va ser membre fundador de l'Acadèmia de Música i va dirigir la classe de cant i l'ensenyament nocturn juntament amb el director i compositor Gustav Barth. El novembre de 1853 va anar a Pest, on va assumir la direcció d'una escola de cant fins a finals d'abril de 1855, als quals se'ls va ensenyar gratuïtament els alumnes. Les despeses van ser a càrrec del mecenes Edmund von Horváth.
Va tornar a Viena, de nou com a professor a l'Acadèmia de Música, que ara es va concentrar en dirigir una escola de cant i òpera a Riemergasse al primer districte de Viena. L'acadèmia, dirigida per Matteo Salvi i Gentiluomo, tenia una bona reputació i el 1858 la Neue Wiener Musik-Zeitung "encara la considerava com el millor lloc de plantació de talents d'òpera". El 1860, juntament amb Franz von Suppé, va ser l'encarregat d'assajar els cors d'una producció Norma al "Theatre an der Wien", cosa que, suggereix que podria haver-hi treballat durant un període més llarg.
Des del gener de 1863 Gentiluomo va ensenyar a la recentment fundada k. k. Court Opera School de Viena. D'acord amb l'ÖML, es considera un representant essencial de l '"Escola vienesa d'art cantant".

## Escola
Entre els seus estudiants hi havia:
- les sopranos Magdalena Behrendt-Brandt, Antonie Erhartt, Louise Gentiluomo-Spazzer, Babette Gundy, Leopoldine Tuček, Louise Liebhardt, Mathilde von Marlow, Antonia Spazzer Palm, Katharina Schiller i Jetty Treffz.
- els tenors Eduard Bachmann, Heinrich de Marchion, Siga Garsó, Ferdinand Groß, Alexander Reichardt i Josef Reichel[3]
- els barítons Louis von Bignio i Karl Ueberhorst
- els baixos Eduard Decarli i Emil Scaria i també el posterior professor de cant Josef Gänsbacher.

Des del gener de 1863 Gentiluomo va ensenyar a la recentment fundada k. k. "Court Opera School de Viena". D'acord amb l'ÖML, es considera un representant essencial de l'"Escola vienesa d'art cantant".

## Observacions
- Segons l'Austrian Music Lexicon (ÖML), la data de mort generalment indicada el 22 de març és incorrecta. El DNB dona el 1897 com a any de naixement, i Kutsch / Riemens el 1886 com a any de la mort. En tots els casos, s'ha escollit la versió de l'ÖML perquè la descripció allà és més detallada. Es diu que un Wilhelm Gentiluomo també va treballar com a professor de cant a Viena el 1859.